# NGC 4895
NGC 4895 este o infrared source⁠(d) situată în constelația Părul Berenicei. A fost descoperită în 5 mai 1864 de către Heinrich Louis d'Arrest. Se află la o distanță de 82,04 de megaparseci de Pământ.